# Rolf Göpfert
Rolf Fritz Göpfert (* 7. Dezember 1903 in Freiberg; † 26. Oktober 1994 in Dresden) war ein deutscher Architekt, Künstler und Dresdner Architekturprofessor.

## Familie
Rolf Göpfert wurde 1903 in Freiberg geboren, wo sein Großvater, der Baumeister Carl Friedrich Göpfert († 1891), ein Bauunternehmen gegründet hatte, welches Rolfs Vater, der Baumeister und Architekt Max Richard Göpfert, weiterführte.
Richards Bruder war der ebenfalls in Freiberg geborene Baumeister, Politiker und Burgenforscher Arthur Hugo Göpfert (1872–1949), mithin der Onkel von Rolf.
Rolf Göpfert war der Vater von Heiner und Ulf Göpfert.

## Leben und Wirken
Er studierte ab 1924 unter anderem bei Oswin Hempel, Otto Schubert, Richard Müller, Fritz Beckert und Kurt Diestel Architektur an der Technischen Hochschule Dresden. Nach dem Vordiplom folgte ein Studium an der TH Aachen (Diplomarbeit 1928). Ab 1929 war er als Architekt in Magdeburg und Freiberg aktiv und betätigte sich ab 1932 auch als Grafiker.

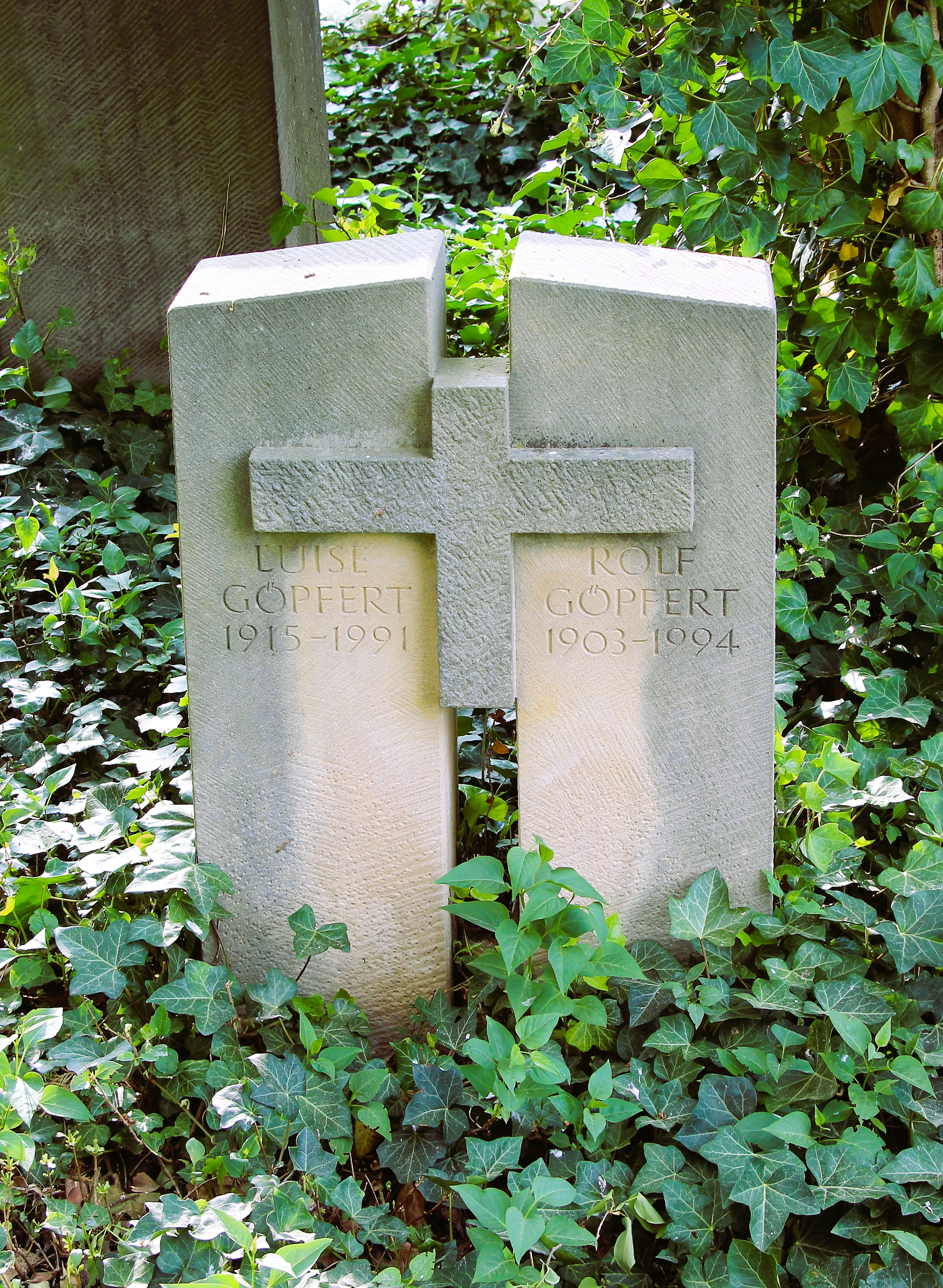
Grabstein von Rolf Göpfert auf dem Kirchhof Hosterwitz (2022).

Im Jahr 1934 gründete er sein eigenes Architekturbüro und war bis 1949 als selbstständiger Architekt unter anderem im Bereich der Denkmalpflege tätig. Von 1949 bis 1950 war er wissenschaftlicher Mitarbeiter am Institut für Bauwesen der Deutschen Akademie der Wissenschaften zu Berlin und von 1951 bis 1955 Chefarchitekt unter Hermann Henselmann. Im Jahr 1955 übernahm er als Nachfolger von Karl Wilhelm Ochs den Lehrstuhl für Entwerfen von Hochbauten und Gebäudelehre an der TH Dresden, den er bis 1969 innehatte. Er war ordentlicher Professor für Entwerfen von Hochbauten und Gebäudelehre; zudem leitete er das gleichnamige Institut. Zudem setzte er sich wesentlich für die Erhaltung des Dresdner Residenzschlosses ein.
Göpfert wurde auf dem Kirchhof der Kirche Maria am Wasser beigesetzt.

## Bauten (Auswahl)
- Hochhaus an der Weberwiese
- Bauten der Stalinallee
- Ministerium für Bauwesen Berlin
- Kulturhaus Potsdam-Bornim
- Aula der Universität Rostock, Mensabauten
- Wiederaufbau Wallonerkirche St. Augustini Magdeburg
- Teehaus im Park des Schlosses Schönhausen, Berlin (Zusammenarbeit mit Hans Grotewohl)

## Teilnahme an Ausstellungen (mutmaßlich unvollständig)
- 1948: Freiberg, Stadt- und Bergbaumuseum („3. Ausstellung Erzgebirgischer Künstler“)[4]
- 1948: Chemnitz, Schlossberg-Museum, und Glauchau, Stadt- und Heimatmuseum Glauchau („Mittelsächsische Kunstausstellung“)[5]